# Mistrzostwa Polski Programów Szachowych
Mistrzostwa Polski Programów Szachowych – cykliczna impreza odbywająca się na Politechnice Łódzkiej od 2002 roku. Ma na celu skonfrontowanie polskich programów szachowych i wymianę doświadczeń między ich autorami.

## Zwycięskie programy
- 2002 – Butcher (Marek Kołacz)
- 2003 – Tytan (Tomasz Michniewski)
- 2004 – Butcher (Marek Kołacz)
- 2005 – Gosu (Arkadiusz Paterek)
- 2006 – Butcher (Marek Kołacz)
- 2007 – Glaurung (Tord Romstad, Norwegia)
- 2008 – Glaurung (Tord Romstad, Norwegia)
- 2009 – Nanoszachy (Piotr Cichy)
- 2010 – Atak (Mateusz Łuksik, turniej główny) oraz Tytan (Tomasz Michniewski, blitz)
- 2011 – Darmenios (Dariusz Czechowski)

W latach 2007 i 2008 turnieje odbyły się w formule otwartej, dopuszczającej udział programów zagranicznych. W roku 2010 po raz pierwszy rozegrano dodatkowo mistrzostwa w blitzu.